# Округ Колберт (Алабама)
Округ Колберт (енгл. Colbert County) је округ у америчкој савезној држави Алабама. По попису из 2010. године број становника је 54.428. Седиште округа је град Таскамбија.

## Демографија
Према попису становништва из 2010. у округу је живело 54.428 становника, што је 556 (1,0%) становника мање него 2000. године.
| Група             | 2000.          | 2010.          |
| Белци             | 44.470 (80,9%) | 43.334 (79,6%) |
| Афроамериканци    | 9.137 (16,6%)  | 8.768 (16,1%)  |
| Азијати           | 131 (0,2%)     | 229 (0,4%)     |
| Хиспаноамериканци | 618 (1,1%)     | 1.093 (2,0%)   |
| Укупно            | 54.984         | 54.428         |